# Valkenburg aan de Geul

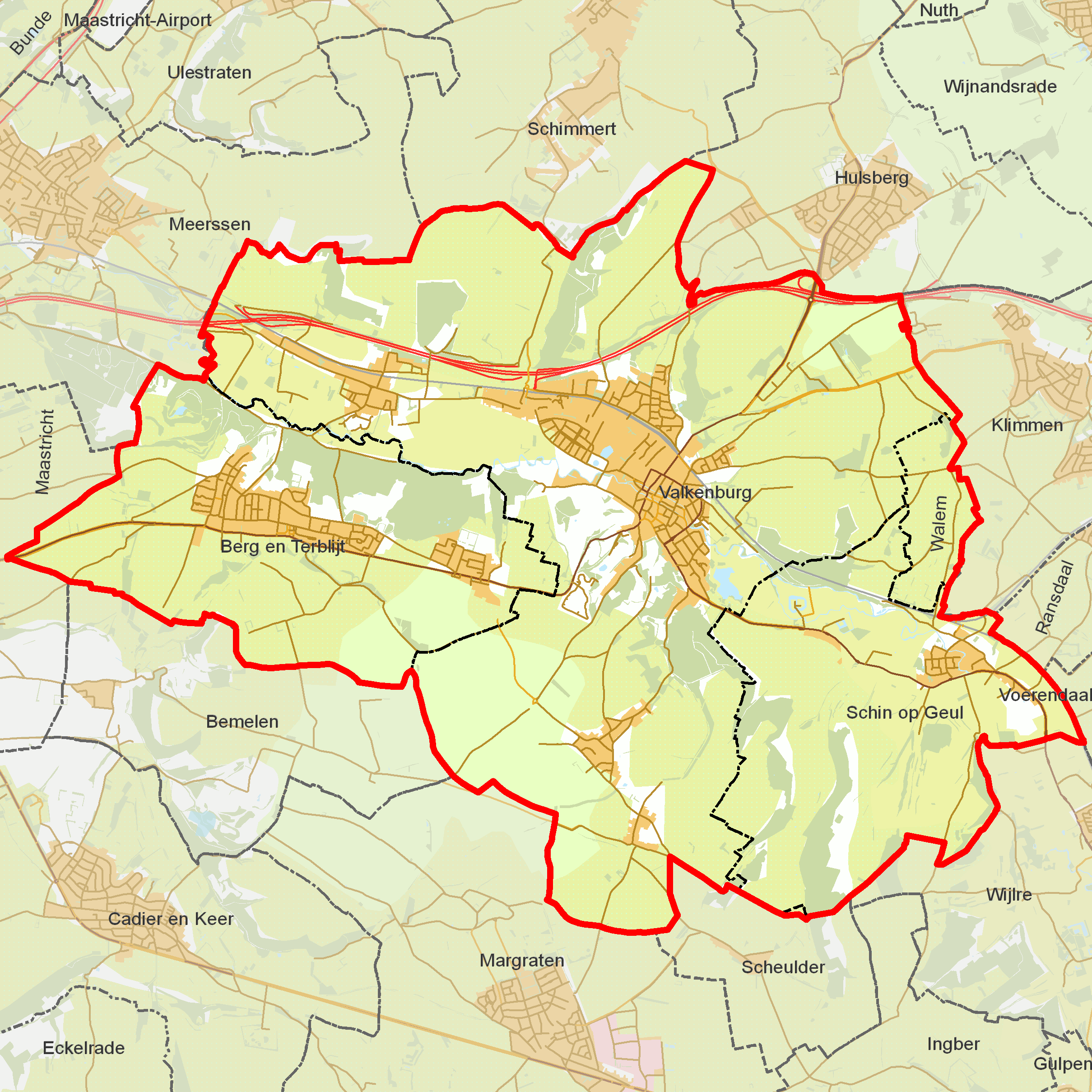
Översiktskarta över kommunen, med indelning i kommundelar.

Valkenburg aan de Geul (nederländskt uttal: [ˈvɑlkə(m)bʏr(ə)x aːn də ˈɣøːl]
 ( lyssna), limburgiska: Valkeberg [ˈvɑl˦əkəˌbæʀ˦əç]
 ( lyssna), tyska: Falkenburg an der Göhl) är en kommun i provinsen Limburg i sydöstra Nederländerna. Namnet kommer ifrån centralorten i kommunen, Valkenburg och den lilla floden Geul. Kommunen har 16 167 invånare (2022), på en yta av 36,92 km².
Kommunen består av orterna Berg, Broekhem, Houthem, Oud-Valkenburg, Schin op Geul, Sibbe, Valkenburg, Vilt och Walem.